# Selección de fútbol de Laquedivas
La Selección de fútbol de Laquedivas es el equipo representativo del archipiélago de las Laquedivas, India en el Trofeo Santosh.
El equipo participa del Trofeo Santosh desde la edición 2016-17.

## Historia
Durante la reunión del cuerpo general de la Federación de Fútbol de la India el 21 de diciembre de 2016, se confirmó que la Asociación de Fútbol Laquedivas se afiliaría a la asociación nacional de fútbol de la India. Después de obtener la afiliación, la federación comenzó los preparativos para las calificaciones del Trofeo Santosh 2016-17. La mayoría de los jugadores provienen de la Liga local. Su primer partido se produjo el 6 de enero de 2017 cuando Laquedivas jugó contra Tamil Nadu y acabó perdiendo por 2-0. Cuatro días después, el 10 de enero, Laquedivas hizo historia al obtener su primera victoria en el Trofeo Santosh, una victoria por 1-0 sobre Telangana. K.P. Ummer fue el autor del gol de Laquedivas.

### Temporadas
Actualizado el 13 de enero de 2018
| Temporada | Trofeo Santosh | Trofeo Santosh | Trofeo Santosh | Trofeo Santosh | Trofeo Santosh | Trofeo Santosh | Trofeo Santosh | Trofeo Santosh | Finales | Goleador   | Goleador | Goleador |
| Temporada | PJ             | PG             | PE             | PP             | GF             | GC             | Pts            | Posición       | Finales | Jugador    | Goles    |          |
| --------- | -------------- | -------------- | -------------- | -------------- | -------------- | -------------- | -------------- | -------------- | ------- | ---------- | -------- | -------- |
| 2016–17   | 3              | 1              | 0              | 2              | 1              | 6              | 3              | 3º             | DNQ     | K.P. Ummer | 1        |          |

### Entrenadores por temporada
| Nombre    | Nacionalidade | Periodo                    | PJ | PG | PE | PP | GF | GC |
| --------- | ------------- | -------------------------- | -- | -- | -- | -- | -- | -- |
| Deepak CM | India         | Enero de 2017 - Actualidad | 6  | 3  | 0  | 3  | 11 | 11 |